# Trichodezia leechi
Trichodezia leechi là một loài bướm đêm trong họ Geometridae.